# تثخين
التَثْخين هو عملية التسميك عن طريق التجفيف.

## الاستخدام
التَثْخين هو العملية المستخدمة عند تسخين وسائط تحتوي على نسبة عالية من البروتين؛ على سبيل المثال لتمكين استعادة البكتيريا في الاختبار. وبمجرد حدوث عملية التَثْخين، فإنه يمكن عزل أي بكتيريا ملونة، مثل المتفطرات، بعد ذلك.
ويقصد بـتَثْخين المصل أو التعقيم المُقسَّط عملية تسخين أية مادة في ثلاثة أيام متتالية على النحو التالي:
| اليوم          | درجة الحرارة            | الوقت          | الغرض                                                         |
| -------------- | ----------------------- | -------------- | ------------------------------------------------------------- |
| 1              | 85 درجة مئوية           | 60 دقيقة       | تجفيف الوسط والقضاء على الميكروبات في شكلها الإنباتي          |
| الفترة الفاصلة |                         | التحضين الليلي | نمو الأشكال الإنباتية من الأبواغ                              |
| 2              | من 75 إلى 80 درجة مئوية | 20 دقيقة       | القضاء على الميكروبات في شكلها الإنباتي                       |
| الفترة الفاصلة |                         | التحضين الليلي | نمو الأشكال الإنباتية من أي أبواغ باقية                       |
| 3              | من 75 إلى 85 درجة مئوية | 20 دقيقة       | القضاء على الميكروبات في شكلها الإنباتي وأيضًا الأبواغ المُهملة |

## التَثْخين الباثولوجي
في التليف الكيسي، يكون تَثْخين الإفرازات في الجهاز التنفسي والسُبُل المعدية المعوية آليةً رئيسةً للتسبب في المرض.

## كتابات أخرى
- Textbook of Microbiology by Prof. C P Baveja, ISBN 81-7855-266-3
- Textbook of Microbiology by Ananthanarayan and Panikar, ISBN 81-250-2808-0